# 日本高爾夫巡迴賽
日本高爾夫巡迴賽，1973年建立，是繼PGA巡迴賽及歐洲巡迴賽之後，世界第三年獎金最高的職業高爾夫球頂級賽事。球員於日本高爾夫巡迴賽所得的積分可以加入高爾夫世界排名，取得佳績者可以得到大滿貫賽事的入場資格。
大部分參加日本高爾夫巡迴賽的選手都是日本人，亦有小部分外國人參與。巡迴賽現今由日本高爾夫巡迴賽機構舉辦（JGTO）。尾崎將司是日本高爾夫巡迴賽勝出次數最多的紀錄保持者，總計94次，累積獎金超過20億日圓。

## 外部連結
- 官方网站 （英文）